# Castillo de La Herradura
La batería de La Herradura, también el Castillo o Fortín de la Herradura, es una fortificación ubicada en la localidad de La Herradura, provincia de Granada, sur de España, a una altitud de 8 m s. n. m.
El terreno al noreste de la estructura es montañoso. El mar está al suroeste. El punto más alto cercano está a 453 metros sobre el nivel del mar, 2.6 km al noroeste. La localidad importante más cercana es Almuñécar, 5'1 km al este.

## Descripción
Es un típico fuerte de los levantados para la defensa de la costa del reino de Granada en la segunda mitad del siglo XVIII, durante el reinado de Carlos III.
Consta de un recinto rectangular con fachada principal de Herradura, orientada al Norte, torres semicirculares en los ángulos Noreste y Noroeste, disponiendo en el Sur de una gran batería semicircular para la artillería, de menor altura que el resto del edificio. Todo está construido con muros ataluzados de mampostería con llagueados de mortero de cal. Rematando el talud se sitúa una moldura de ladrillos aplantillado, sobre la que monta un peto, enlucido y de gran altura, con troneras alargadas, quizás de construcción francesa, siendo de menor altura en la terraza de la batería.
Su interior dispone de un gran patio central, alrededor del cual se distribuyen las habitaciones, cubiertas por bóvedas de ladrillo, para la guarnición. En el lateral derecho del patio se sitúa una alberca, quizás antiguo aljibe, mientras que en el ángulo Sureste arranca la escalera que sube a la terraza que ocupa toda la superficie del edificio. A la batería se accede por un hueco de paso existente entre la escalera y la alberca. Su interior, con forma de anillo semicircular, pudo usarse como almacén de municiones.
De los dos extremos de la herradura de la fachada principal partían sendos muros que formaban originalmente un foso ante la puerta, hoy desaparecido y relleno de tierra, quedando en el hueco de acceso el rehundido del paramento para el encaje del puente levadizo y los agujeros de los mecanismos con los que se accionaban.

## Historia
Su denominación original era «Batería para 4 cañones de La Herradura», ejecutándose según proyecto tipo redactado en 1765 por el ingeniero José Crame, habiéndose finalizado en el año 1771. Esta defensa quiso evitar los desembarcos piratas de la Ensenada de la Herradura y asegurar el trabajo de los labradores y pescadores del lugar, ya que era muy buena para corsarios, debido a sus profundos fondos y desdoblamiento. Durante la Guerra de Independencia fue atacada por los franceses. Posteriormente, fue tomado por el alcalde de Otívar y sus guerrilleros, que se habían convertido en punta de lanza de la oposición a la invasión napoleónica. Ocupado por el Cuerpo de Carabineros y después por la Guardia Civil hasta el año 2002. 
El Ayuntamiento de Almuñécar, después de adquirir el castillo, firmó un convenio de colaboración con el CSIC en 2005 para su restauración con un uso cultural. Las obras se ejecutaron entre los año 2007-2011, con la participación de un equipo multidisciplinar integrado por arquitectos, arqueólogos, restauradores, arquitectos técnicos y un experto en caracterización de materiales.
En 2021 se inauguró el Museo 1562 La Fuerza del Mar como centro de interpretación de los naufragios del Desastre naval de La Herradura, un colosal naufragio de 25 naves de la flota que transportaba a 4.000 soldados para el refuerzo de Orán y Mazlquivir.